# Standing Rock Sioux Tribe

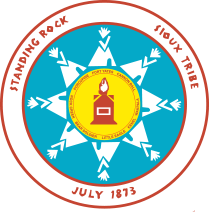
Siegel der Standing Rock Sioux Tribe

Der Standing Rock Sioux Tribe Lakota Inyan Woslata Oyate ist ein von der US-amerikanischen Bundesregierung anerkannter Indianerstamm in North und South Dakota. Der Stamm setzt sich aus verschiedenen Stammesgruppen der Dakota, Lakota und Nakota zusammen, nämlich aus Yanktonai, Hunkpapa und Sihasapa, wobei die Yanktonai den nördlichen Teil des Reservats bewohnen, während die Lakota primär im Süden beheimatet sind. Nach Angaben der Indian Commission des Staates North Dakota hat der Stamm 15.568 eingeschriebene Mitglieder von den zirka 15.000 ihren Wohnsitz im Reservat besitzen. (Stand 2017) Heimat des Standing Rock Sioux Tribe ist die Standing Rock Reservation. Weltweit bekannt wurde der Indianerstamm durch die Proteste gegen die Dakota Access Pipeline. Der Standing Rock Sioux Tribe wird von der Standing Rock Agency des Bureau of Indian Affairs verwaltungstechnisch betreut. Die Regierung des Standing Rock Sioux Tribe wird Tribal Council of Standing Rock Sioux Tribe genannt. Vorsitzender der Regierung ist (Stand 2017) David Archambault II. Wie viele andere Indianerstämme der USA betreibt der Stamm Spiel Casinos. Der Stamm betreibt 2 Spiel Casinos auf seinem Reservatsgebiet. Eines davon befindet sich südlich der Siedlung Cannon Ball im gleichnamigen Bezirk mit Namen Prairie Knights Casino & Resort in North Dakota. Ein weiteres Casino befindet sich in South Dakota am Grand River in der Nähe von Wakpala, mit Namen Grand River Casino & Resort. Die Casinos sind ein wichtiger Wirtschaftsfaktor für das Reservat und seine Bewohner. Das berühmteste Mitglied des Stammes war Häuptling Sitting Bull, der wahrscheinlich bekannteste amerikanische Indianerhäuptling.

## Name
Der Name Standing Rock wurde von dem Indianeragenten James McLaughlin geprägt, der 1881 das erste Mal die Reservation besuchte und Leiter der Agentur wurde. Er bezieht sich auf einen heiligen Stein, der sich ursprünglich fünf Meilen (acht Kilometer) nördlich des heutigen Fort Yates an der Mündung des Porcupine Creek in den Missouri befand. McLaughlin veranlasste die Yanktonai, den Stein nach Fort Yates zur transportieren. Sie stellten ihn auf dem Proposal Hill nördlich der Indianeragentur neu auf.
Eine Legende um den Stein: Um 1740 soll ein Yanktonai-Nakota-Mann eine zweite Frau geheiratet haben, eine Cheyenne. Seine erste Frau soll eine Arikaree gewesen sein. Aufgrund der kulturellen und sprachlichen Unterschiede vertrugen sich die beiden Frauen nicht und die erste Frau wurde sehr zornig. Als die Gruppe des Mannes in ein neues Lager aufbrach, weigerte sich die erste Frau ihnen zu folgen und blieb mit ihrem Baby im alten Lager. Erst am Abend bemerkte der Mann, das seine erste Frau und das Baby fehlten. Er bat seinen Bruder sie zu suchen. Dieser fand die Frau und das Baby, aber sie hatten sich in einen Stein verwandelt.